# Nižný Čaj
Nižný Čaj (Hongaars: Alsócsáj) is een Slowaakse gemeente in de regio Košice, en maakt deel uit van het district Košice-okolie.
Nižný Čaj telt 279 inwoners.